# 可頌餅乾

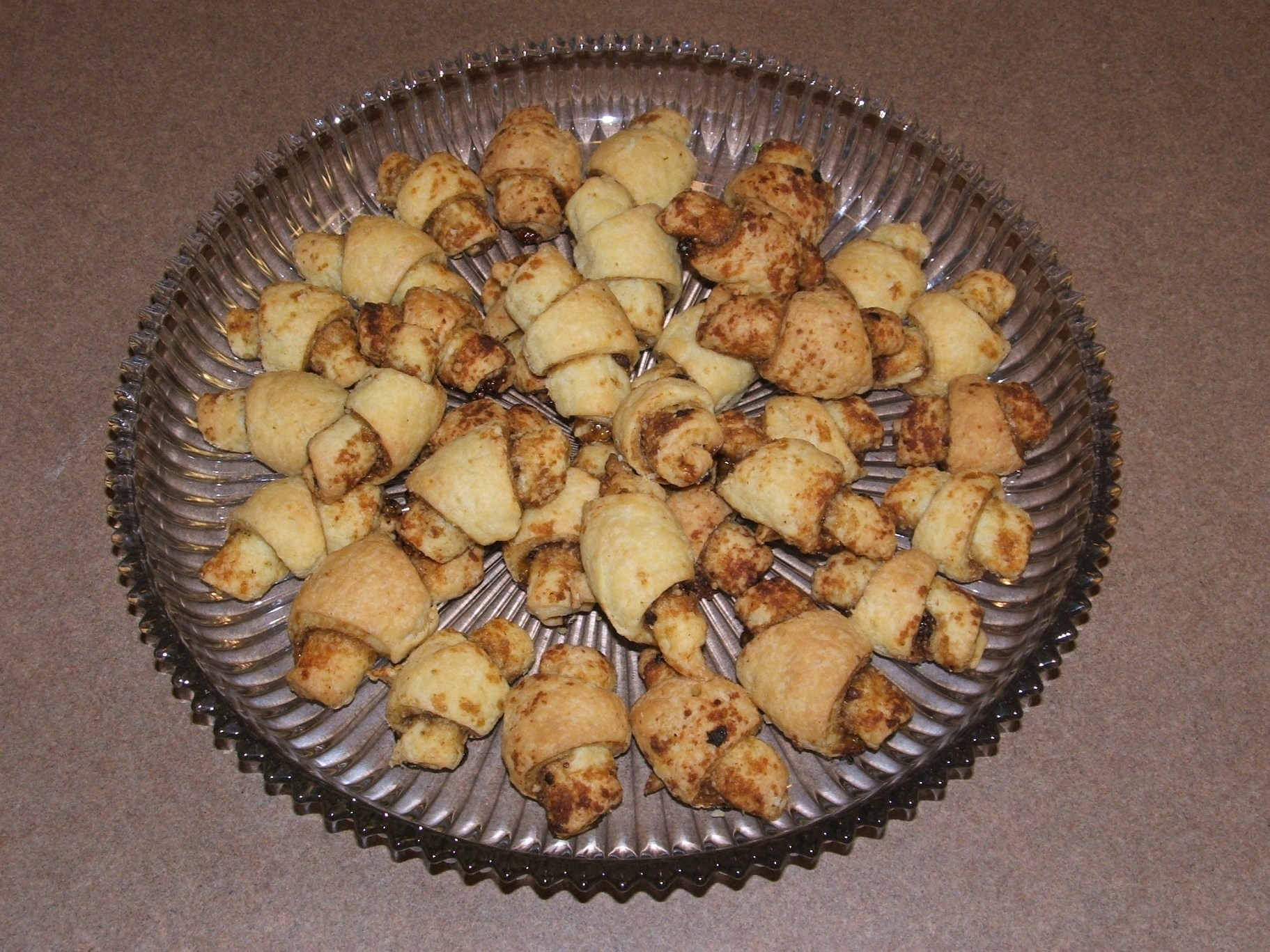
牛角型可頌餅乾

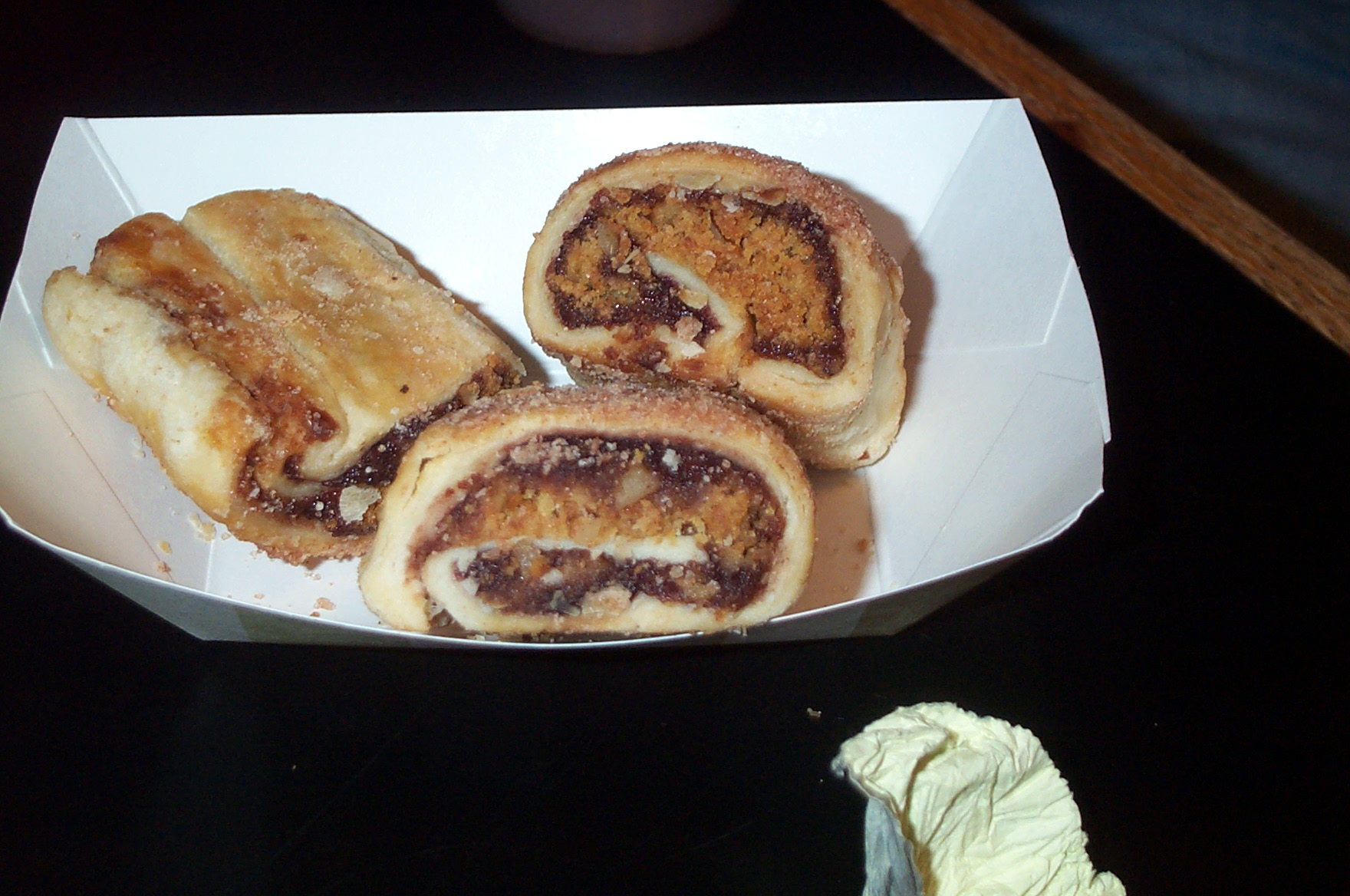
切開的可頌餅乾

可頌餅乾（英語：Rugelach；/ˈruːɡələx/；意第緒語：‎；希伯來語：‎）是一種猶太式糕點，由阿什肯納茲猶太人發明。它在以色列的咖啡廳及餅店很常見，也深受歐洲和美國的猶太人喜歡。
傳統的可頌餅乾形狀像牛角，用麵糰弄成三角形。有些文獻記載說可頌餅乾和法式牛角包一樣源於維也納，因維也納之圍戰役而傳入。但這可能是都市傳説，可頌餅乾應在中世紀之後的近世出現，而法式牛角包在19世紀才出現。
另一種可頌餅乾呈卷狀，特別的是，它們在拿去焗之前會先切成一塊塊。

## 詞源
可頌餅乾這個名字源於意第緒語。“רוגעלך”的ך代表衆數；ל指小型的；רוגע意思是扭紋狀，整個字意思就是小型呈扭紋狀的餅乾。
在現代的希伯來文，可頌餅乾名叫“רוֹגְלִית”，就是尾隨藤的意思。

## 原料
甜卷圈可以先由酸奶油或是奶油乳酪麵團製成，但也有由非奶製品作為原料的變化。所以它可以搭配肉製品或在食用肉製品後食用，而且符合 猶太人紀律。 乳酪起司製成的麵糰是最近的，可能是美國的創新，餅乾餡料有很多種，例如葡萄乾、核桃、肉桂、巧克力、小杏仁餅，罌粟籽或水果等，包在餅乾中間。可頌餅乾類似於名叫Schneckenan的東歐猶太食品，使用奶油乳酪麵團及切成一片片。但可頌餅乾多爲三角形。近年來，可頌餅乾有了不同的變化，例如加入鷄肉或三文魚，變得出神入化。

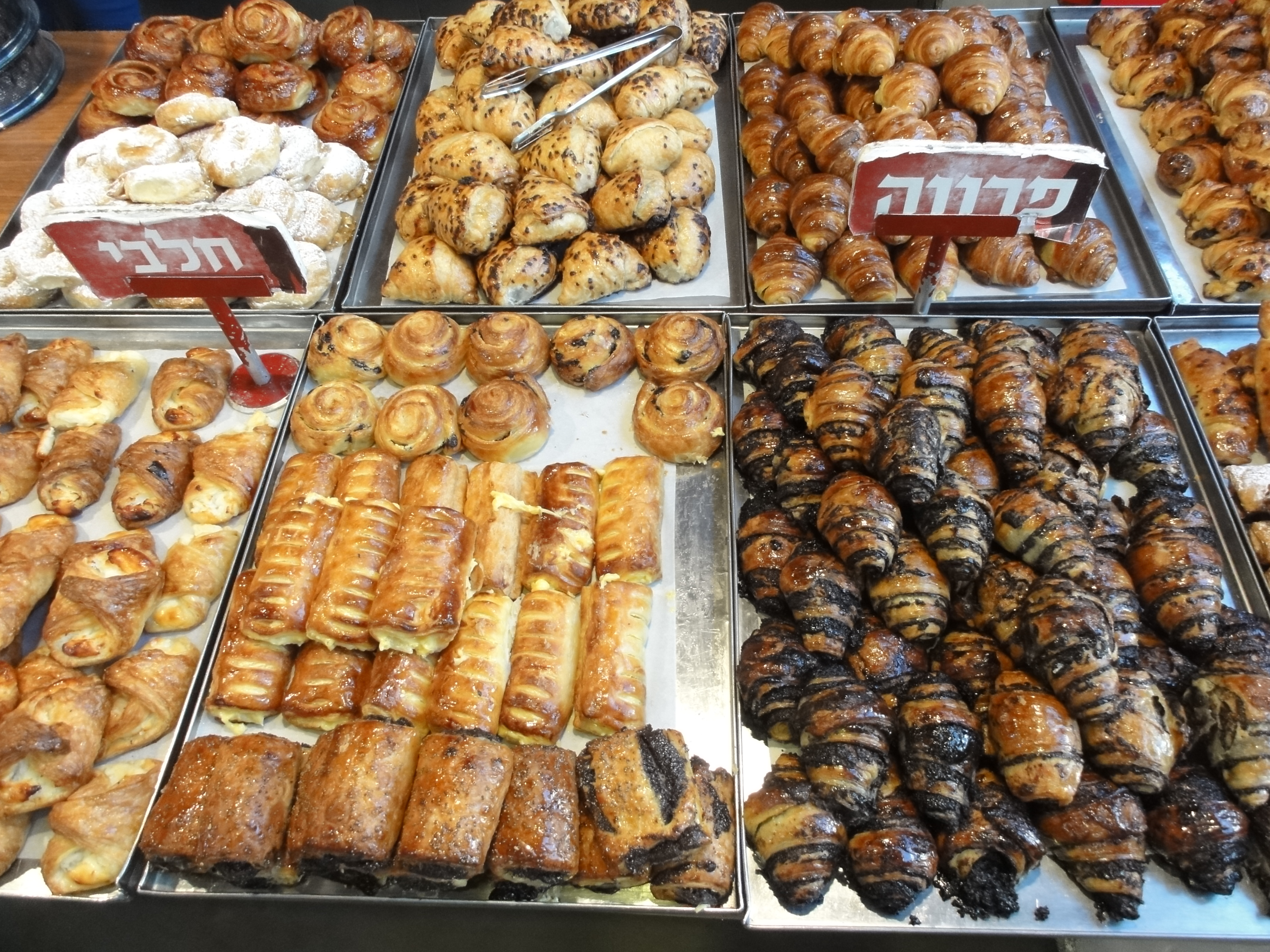
可頌餅乾及其他類型的餅乾

## 外部連結
- 可頌餅乾食譜
- 來自 猶太食譜，由Mildred Grosberg Bellin著（页面存档备份，存于）